# Лиевяярви
Ли́евяя́рви (Лиевя-ярви; фин. Lieväjärvi) — озеро на территории Мийнальского сельского поселения Лахденпохского района Республики Карелия.

## Общие сведения
Площадь озера — 2,5 км², площадь водосборного бассейна — 7,88 км². Располагается на высоте 101,0 метров над уровнем моря.
Форма озера лопастная, продолговатая: вытянуто с северо-запада на юго-восток. Берега изрезанные, каменисто-песчаные, местами заболоченные.
С восточной стороны из озера вытекает ручей Сурийоки, который протекая через озеро Умпилампи, впадает в озеро Пюхяярви, из которого воды, протекая по территории Финляндии, в итоге попадают в Балтийское море.
В озере не менее десятка безымянных островов различной площади, однако их количество может варьироваться в зависимости от уровня воды.
С юго-запада от озера проходит дорога местного значения 86К-119 («Элисенваара — госграница»).
Название озера переводится с финского языка как «мягкое, слабое озеро».
Код объекта в государственном водном реестре — 01040300211102000011878.